# グルメン

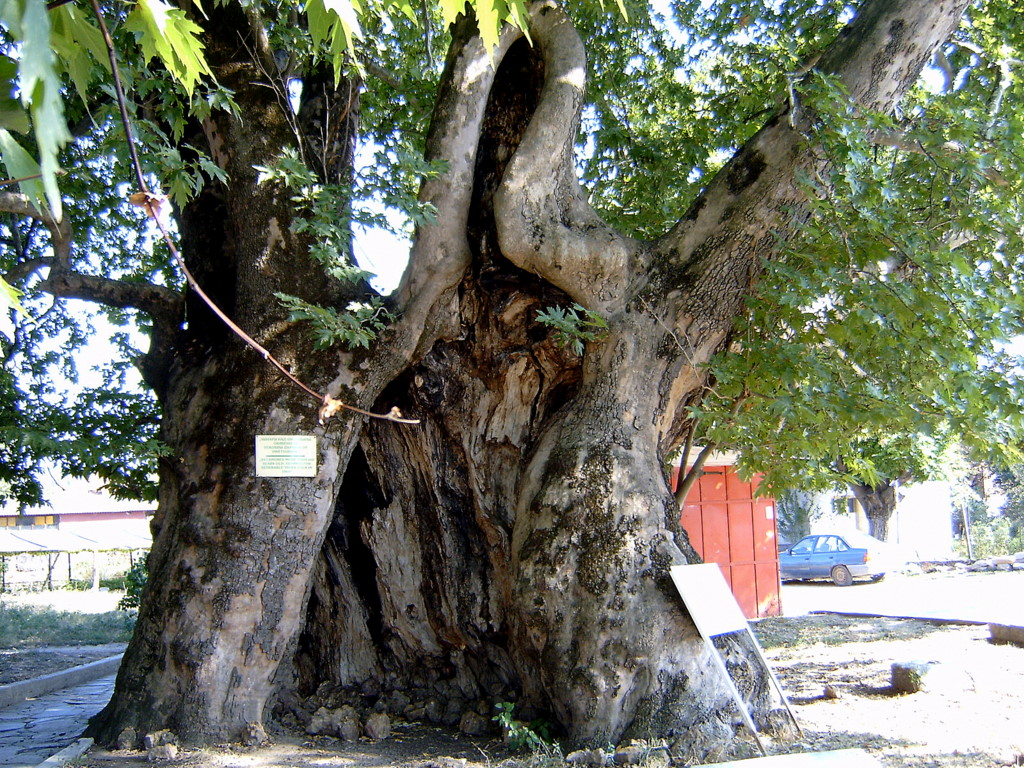

グルメン（ブルガリア語:Гърмен、ラテン文字転写:Garmen）、またはガルメンはブルガリア南西部の町、およびそれを中心とした基礎自治体。ブラゴエヴグラト州に属する。
ロドピ山脈の中、メスタ川渓谷に位置している。領域の大半は森林と山地である。市内のバルデヴォ村付近には炭鉱が、オグニャノヴォ付近には温泉がある。気候は地中海性気候に属する。
古代ローマ都市ニコポリス・アド・ネストゥム（Nikopolis ad Nestum）の遺跡がある。オシコヴォ村には洞窟がある。また、治癒効果のあるオグニャノヴォの温泉は多くの観光客を集めている。リノヴォ村はその伝統的な生活様式と産品で知られている。

## 町村
グルメン基礎自治体（Община Гърмен）には、その中心であるグルメンをはじめ、以下の町村（集落）が存在している。
| - グルメン (Гърмен) - バルデヴォ (Балдево) - ダブニツァ (Дъбница) - デブレン (Дебрен) - ドルノ・ドリャノヴォ (Долно Дряново) - ゴルノ・ドリャノヴォ (Горно Дряново) - Hvostyane (Хвостяне) - コヴァチェヴィツァ (Ковачевица) | - Krushevo (Крушево) - Leshten (Лещен) - マルチェヴォ (Марчево) - オグニャノヴォ (Огняново) - Oreshe (Ореше) - オシコヴォ (Осиково) - リブノヴォ (Рибново) - スクレバトノ (Скребатно) |